# Gauche prolétarienne

Titre du journal La Cause du peuple en 1970.

La Gauche prolétarienne (GP), créée en France en septembre 1968 et auto-dissoute en novembre 1973, est une organisation d'extrême gauche.
Le mouvement se réclame de l'héritage du Mouvement du 22 Mars (antiautoritaire et spontanéiste), dont sont issus une bonne part de ses militants, et d'une fraction dissidente des marxistes-léninistes de l'UJC (ml) après la dissolution, par décret, de ces deux structures le 12 juin 1968, à la suite des événements de mai-juin 1968. Dirigée par Benny Lévy, la GP est classée généralement dans le courant maoïste, tandis que Vive la révolution, fondée au même moment est « mao-spontex ».
La GP publie le journal La Cause du peuple dont les saisies à répétition, en 1970-1971, et la nomination de Jean-Paul Sartre à la direction de la publication, ajoutent à la notoriété de l'organisation.
Les GPistes s'identifient à des « nouveaux partisans » censés prolonger le combat des partisans antifascistes, selon eux « trahis » en 1944 par Maurice Thorez en faveur de la bourgeoisie gaulliste. La GP développe un activisme intense et un illégalisme collectif revendiqué : entre 1968 et 1972 environ un millier de militants du mouvement sont incarcérés.
La préoccupation pour des luttes dites « antiautoritaires » et émancipatrices en général et le fait de repousser la construction du Parti à un futur inconnu au profit immédiat d'une organisation agissant directement au sein des « masses », ainsi qu'un certain éclectisme idéologique, ont poussé certains à y voir une certaine forme de spontanéisme, d'anarchisme ou de gauchisme, bien que les GPistes se revendiquassent marxistes-léninistes.
Ainsi, selon Serge July, l'un de ses anciens militants, dans la revue Esprit, la Gauche prolétarienne serait « à la fois autoritaire et libertaire ». Les historiens ont aussi établi que la GP a très souvent recouru à la violence contre les personnes, officiellement revendiquée, allant des tabassages d'agents de maitrise de chez Renault au sabotage de grues, en passant par des incendies de commissariat et l'enlèvement d'un cadre de Renault, ce qui n'est pas le cas de l'autre organisation maoïste de la même époque, fondée aussi par des étudiants de Nanterre, Vive la révolution.
Selon Christian Harbulot, militant de la Cause du peuple à Nancy, actif sur le campus de Jussieu à partir de l'automne 1973 et présent le 1er novembre, rue Royale à Versailles, à la « réunion des chrysanthèmes » qui marque la dissolution de l'organisation, et pour qui il serait utile de faire l’inventaire de cette époque, la GP est morte avec son chef Benny Lévy, quand celui-ci a souhaité arrêter sous le prétexte que les ouvriers de Lip inventaient une nouvelle forme de libération. Selon lui, ses intellectuels « compagnons de route » s’échapperont plus tard par le biais d’une philosophie postmoderne encensée par le microcosme parisien.

## Les origines en 1969
Après juin 1968 l'UJC(ml), dissoute, organise une « longue marche » : les militants sont envoyés partout en France, dans les campagnes et les régions ouvrières. Pierre Boismenu part en Corrèze, Benny Lévy à Sochaux, Monique et André Cuisinier à Lyon, Gérard Miller dans la région nantaise, Jean Terrel, président de l'UNEF, Jean-Pierre Le Dantec et Gérard Vallerey dans les Côtes-du-Nord.
À la rentrée de septembre, une crise éclate : le leader Robert Linhart se voit reprocher l'erreur d'avoir sous-estimé Mai 68. Il y a ceux qui disent « c’est le reflux, il faut fabriquer un Parti » et d'autres qui souhaitent continuer le mouvement. Minoritaires, ils quittent le parti, fondant à une quarantaine la Gauche prolétarienne, se souvient Pierre Boismenu, avec Benny Lévy et son frère Tony, Christian Riss, Jean Schiavo, Olivier Rolin, Jean-Claude Zancarini, Maurice Brover, Serge July, Alain Geismar, Jean-Paul Cruse, Jacques Theureau, Jean-Pierre Le Dantec, Bernard Liscia et Robert Linhart. Une autre minorité fonde Vive le communisme qui se transformera en Vive la révolution (VLR), avec l'architecte Roland Castro, Tiennot Grumbach, et l'historien Stéphane Courtois. La majorité de l'UJC(ml) tels Claudie et Jacques Broyelle, André et Monique Cuisinier, Arnold Bac ou Gérard Vallerey, a de son côté rejoint le Parti communiste marxiste-léniniste de France (PCMLF).
À l'automne 1968 aussi, parmi les dernières tentatives pour renouer avec le climat de Mai 68, une série d'assemblées de gauchistes au Quartier latin, dont celle de 300 personnes dans un amphithéâtre à la Sorbonne. André Glucksmann, Serge July, Jean-Louis Peninou et Jean-Marc Salmon rédigent ensemble un petit livre prétendant en faire la synthèse, sur le Putsch monétaire, la dévaluation de 11 % du franc, exprimant le ressentiment de contre l'échec de Mai 68, attribué aux Accords de Grenelle signés par la CGT, dont la dévaluation a relativisé ses acquis. Au cours d'une séance de travail, des divergences apparaissent sur le rôle quelquefois positif des syndicats évoqué par Jean-Louis Peninou aussitôt rabroué, qui part avec Jean-Marcel Bouguereau rejoindre les Cahiers de Mai, devenus hebdomadaire. Ce ralliement veut faciliter l'entrée des révolutionnaires dans les organisations syndicales, pour en faire un cheval de Troie, en quelque sorte. Travailleurs manuels et intellectuels collaboreront ainsi et collecteront ensemble les informations touchant au monde ouvrier.
Toujours à la rentrée 68, parmi les étudiants qui avaient milité en juin à l'Usine Renault de Flins, un groupe mené par Guy Hocquenghem rompt avec le courant majoritaire de la Ligue communiste révolutionnaire d'Henri Weber et Daniel Bensaïd, les deux auteurs de Mai 68, une répétition générale,, pour former plutôt une « 3e tendance » : ils sont aussi contre celle des « esthètes de la révolution », visant en particulier les frères Daniel et Gabriel Cohn-Bendit, et pour « la rigueur organisationnelle fondée sur l’autodiscipline et l’exigence militante ». Cette tendance groupe « spontanéiste et mouvementiste » inclut aussi Marc Hatzfeld, Michel Besmond, André Glucksmann et surtout sa compagne Françoise Renberg, qui s'oppose très vigoureusement au projet d'adhérer à la Quatrième Internationale trotskyste. Parmi eux, André Glucksmann et sa compagne Françoise Renberg rejoindront « Gauche prolétarienne » au printemps 1969, le congrès clandestin de la Ligue communiste en mai ayant confirmé leur marginalisation.
Cette « Gauche prolétarienne », sans élection ni adhésions, prend corps en février 1969, à l'issue de 5 mois de discussions entamées en septembre 1968 entre Benny Lévy et Robert Linhart, meneurs des anciens de l'UJCMLF, et Serge July et Alain Geismar deux militants de mai 1968 partis passer l'été à Cuba où ils ont écrit le livre Vers la guerre civile,. La GP réunit sa propre « assemblée nationale ouvrière » avec des établis maoïstes en entreprise, pour remplacer la ligne de « construction d'une CGT de lutte de classe » du PCMLF, qui se battait à l’intérieur de la CGT par celle d'un « combat contre les syndicats » pour « défendre » la création de comités de base, comme dès février 1969 au tout nouveau Centre universitaire de Vincennes où ont été regroupés les gauchistes: en trois ans seulement, ces maoïstes passent du slogan « vive le syndicat » à la dénonciation du « nazisme syndical ».
La nouvelle GP expose sa doctrine en mars 1969, dans la première de ses quatre brochures théoriques (tout d’abord Cahiers de la Gauche Prolétarienne, puis Cahiers prolétariens, dans la lignée des Cahiers marxistes-léninistes de l’UJCml althussérienne). Le premier numéro est intitulé « De la révolte antiautoritaire à la révolution prolétarienne » et déclare que « les étudiants révolutionnaires se trouvent en position tactique d’avant-garde »,.
Le numéro 2 des Cahiers de la Gauche Prolétarienne, daté de septembre-octobre 1969, lance le mot d’ordre « se jeter dans le monde » car « ce n'est pas avec des idées qu'on fait avancer l'histoire, mais avec une force matérielle, celle du peuple qui se réunifie dans la rue ». Il publie un échange autour de la notion de « tribunal populaire », opposant ses militants Benny Lévy et André Glucksmann à Michel Foucault. Michel Foucault pense qu’il y a en quelque sorte une incohérence interne à parler de « tribunal populaire » car tribunal n’est pas l’expression naturelle de la justice populaire, tandis que les maoïstes de la Gauche Prolétarienne invoquent « une force matérielle, celle du peuple qui se réunifie dans la rue », autrement dit « on agit et après on voit » alors que pour le groupe rival Vive la Révolution, il faut au contraire analyser tout d’abord la situation puis fonder une théorie capable de faire la révolution. Pour la GP, la thématique de « la force matérielle » ira croissant, s'épanouissant dans « Élargir la résistance », Cahiers prolétariens, no 1, janvier 1971, supplément au no 32 de la Cause du Peuple.

## Les affrontements de 1969 avec la police, les contremaîtres et le PCF

### Les violences de janvier 1969 à Vincennes
Le centre universitaire de Vincennes devient un bastion de la GP dans le sillage de l'occupation et des affrontements du 23 janvier avec les policiers. Les étudiants sont retranchés dans des escaliers obstrués avec des tables, des armoires et des chaises, bombardent les forces de l'ordre à l'aide projectiles variés. Les CRS, après trois heures d'affrontements, l'emportent et tout le monde est embarqué. Le lendemain, la presse se déchaîne contre les « casseurs » et diverses photos dressent l'inventaire des dégâts. Le ministre de l'Éducation nationale Edgar Faure est jugé coupable d'avoir péché par excès de libéralisme et accusé d'avoir offert avec l'argent des contribuables, un trop beau joujou aux gauchistes.

### Le comité de base de février 1969 à Vincennes
Courant février, un « Comité de base pour l'abolition du salariat et la destruction de l'Université » voit le jour, dirigé, par Jean-Marc Salmon, Jean-Claude Dollé et André Glucksman et qui déborde sur sa gauche les fondateurs locaux de la Gauche prolétarienne menés par Gérard Miller et Jean-Claude Milner, qui sont stigmatisés dans un tract comme des « fausses couches de Lacan », tandis que les cours d'Henri Weber, maitre-assistant en philosophie et dirigeant d'un autre groupe gauchiste, la Ligue communiste, sont perturbés.

### L'attaque contre les contremaitres du 17 juin 1969 à Renault-Flins
En avril et mai 1969, chez Citroën, les maoïstes « traditionnels » dénoncent successivement le déroulement des élections et une « médecine du travail au service des patrons ».
Chez Renault, le 17 juin 1969, cinquante à cent militants de la GP prennent d'assaut l'usine de Flins, pour une bagarre générale avec les contremaitres et pour marquer l'anniversaire de la mort de Gilles Tautin le 10 juin 1968 à Meulan, un lycéen, militant maoïste du Mouvement de soutien aux luttes du peuple et membre de l'Union des jeunesses communistes marxistes-léninistes.
La direction de Renault, qui avait « eu vent de cette affaire », décide de ne pas faire appel à la police, mais au contraire de « mobiliser et d'armer la maîtrise afin d'unir et d'homogénéiser petits et grands chefs autour d'une action de commando » en réception des gauchistes : les petits chefs sont regroupés autour des grands, qui en profiteront pour créer un « Comité de défense de la Régie » Renault tandis que les maoïstes de la GP concluent triomphalement dans leur feuille au succès médiatique de l'opération. Le chef du commando Olivier Rolin subit plusieurs fractures et cinq militants sont arrêtés, y compris Nicole Linhart, femme de Robert Linhart, établi GP maoïste chez Citroën, qui subit ensuite de nombreuses brimades.
Peu après, un premier noyau « Mao » à Renault-Billancourt s'est créée en juillet 1969 grâce à deux intellectuels « établis » dans l'usine. Mais l'action GP « a commencé au métro Billancourt en février 70 », lors d'une « campagne contre l'augmentation des transports », menée « avec quelques étudiants ». Mais après deux mois de passage massif sans payer, les policiers en civil interviennent et la GP revendique « avoir cassé la gueule à huit flics en civil », avec « nos solides drapeaux rouges », revendique la GP. Les ouvriers sont dans le sillage « encouragés à s'armer dans les ateliers avec ce qu'ils trouvaient » et c'est « de là qu'on a pu faire la même chose à Citroën, puis le coup des tickets Volés et distribués un peu partout », affirmera encore la GP.

### L'attaque contre le PCF du 25 juin 1969 à Vincennes
Le « Comité de base » de Jean-Marc Salmon, Jean-Claude Dollé et André Glucksmann va dès juin 1969 bénéficier de l'émotion causée un mois plus tôt par l'agression devant chez lui par un militant du PCF, dans la nuit du 28 au 29 mai 1969, de l'ex-résistant communiste devenu maoïste Raymond Casas, un ouvrier maoïste qui avait pris la parole à la Sorbonne en Mai 68,.
Au matin du 25 juin, les gauchistes vincennois découvrent que les « révisos » du PCF, en infériorité numérique dans l'Université, ont investi un des bâtiments pour veiller au déroulement des élections universitaires, où seulement un étudiant sur dix ose voter. Ils montent à l'assaut des militants du PCF, armés de casques chaises et tables, pour un affrontement très violent, qui se renouvellera deux mois et demi plus tard sur le marché d'Argenteuil, une nouvelle action spectaculaire pour protester cette fois contre la politique de la municipalité contre les immigrés.

## L'engagement dans la cause palestinienne

### Un meeting à La Mutualité en janvier 1969
Au sein de la gauche française, « nous étions les premiers de Paris à défendre la cause palestinienne et notre identité juive était un non-dit », expliquera en 1986 Tony Lévy, mathématicien et frère de Benny Lévy, comme lui immigré d'Égypte. Chez les gauchistes, la victoire des Feddayin d'Al-Assifa en Jordanie le 21 mars 1968 contre les troupes israéliennes entrées sur le territoire pour les en chasser, avait déclenché la première apparition du slogan « nous sommes tous des feddayin ». La plupart des pays arabes avaient jugé les activités de guérilla d'Al-Assifa, comme irresponsables et susceptibles d'entraîner une guerre prématurée avec Israël. Dès 1965, l'armée libanaise demandait que la presse libanaise ne publie pas de communiqués Al-Assifa et en janvier 1966 les représentants arabes de la Commission mixte d'armistice avaient demandé la fin des activités d'Al-Assifa au motif qu'ils provoquaient des représailles israéliennes.
De fait, dès la création de la GP un meeting est organisé à La Mutualité en janvier 1969 puis un bulletin Lutte palestinienne, pour suivre l'évolution des « comités Palestine » créés le 10 février 1969, est fondé le même jour. Ces comités Palestine « rejettent toute solution négociée » et soutiennent le mouvement de libération palestinien « dans sa volonté de détruire l'État d'Israël », ainsi que « sa guerre populaire, seul moyen pour le peuple palestinien de récupérer ses droits historiques et légitimes » selon le journal de la GP. Leur activité reste embryonnaire mais est stimulée par la concurrence en mars du premier numéro de Lutte palestinienne, un bimensuel édité en février 1969 par des étudiants arabes marxistes-léninistes, qui soutient le FPDLP, scission du FPLP de Georges Habache, et qui a pour directrice-gérante C. Krouch.
Entre-temps, au Lycée Louis-le-Grand, le 2 mai 1969, un groupe d'extrême-droite mené par l'ex-parachutiste Roger Holeindre et équipé de coups-de-poing américains et barres de fer, doit faire face à une réaction massive des lycéens, parmi lesquels Antoine de Gaudemar, qui déjeunent au réfectoire et ont l'avantage du nombre, répliquent en lançant des assiettes, des verres, des plats, le commando d'extrême droite finissant par lancer une grenade artisanale, qui arrache la main d'un lycéen.

### Le voyage de Geismar au camp palestinien de Karameh enaoût 1969
Ensuite, Alain Geismar et Léo Lévy, épouse de Benny Lévy, passent le mois d'août 1969 au camp palestinien de Karameh, siège du Fatah,. A leur retour, dans la nuit du 25 au 26 septembre 1969, la banque Rotschild est attaquée par une centaine de militants, dont une partie d'origine arabe. Les murs blancs de la prestigieuse banque, accusée d'être au rang des « oppresseurs du peuple palestinien » sont recouverts de slogans rouges : «El Fath vaincra !». Le lendemain, trois cents manifestants européens et arabes agressent à nouveau le siège de la banque, brisent les vitres du rez-de-chaussée, répandent de l'essence dans les bureaux et allument un incendie, puis au cours de la même attaque les locaux du quotidien L'Aurore rue de Richelieu subissent le même sort en raison de son soutien au sionisme.
La GP est alors accusée de jouer sur un populisme arabe en utilisant la question palestinienne. Un émissaire du FPLP de Georges Habache rencontre Olivier Rolin, parle d'attentats, de stages d'entrainement mais la GP décline l'invite.
Au cours du même été 1969, une délégation de 50 membres de l'Union socialiste allemande des étudiants (SDS) avait fait aussi un voyage pour rencontrer l'Union générale des étudiants palestiniens, à l'occasion de son 15e congrès. Son président Hans-Jürgen Krahl se voit reprocher par la presse que le groupe du SDS n'ait pas visité aussi Israël et doit démentir qu'elle ait reçu une formation militaire, dans une lettre datée du 15 août 1969 à Amman. Quelques mois plus tard, le président par intérim du SDS, Udo Knapp, accompagné de Daniel Cohn-Bendit et Joschka Fischer à un congrès de solidarité avec l' Organisation de libération de la Palestine (OLP) à Alger à la fin décembre 1969. Des photos montrent Joschka Fischer applaudissant la résolution finale appelant à la « victoire ultime du peuple palestinien ».

## Sociologie
Dès 1969, Serge July sera envoyé à Lille car accusé de déviationnisme et Alain Geismar condamné à de la prison ferme en raison de conflits avec la police qui ont commencé par l'incendie du commissariat de Mantes-la-Jolie à l'automne 1969,, tandis que Robert Linhart a des problèmes de santé et de service national, après s'être établi comme ouvrier spécialisé dans l'usine Citroën de la porte de Choisy à Paris. Le leader Benny Lévy fait alors « monter » à la tête de la GP d'autres militants comme André Glucksmann et sa femme Françoise.
Sur le plan sociologique, la GP est au confluent de deux groupes : une partie des militants nanterriens du « Mouvement du 22 Mars » dont le porte-voix Daniel Cohn Bendit est parti en Allemagne, et une quarantaine de militants marxiste-léninistes de l'École normale supérieure de la rue d'Ulm, à Paris, issus de l'Union des jeunesses communistes marxistes-léninistes (UJC (ml)) fondée sous l'influence du philosophe marxiste et membre du PCF, Louis Althusser. Dans chacun de ces deux groupes, la GP est cependant en concurrence avec une autre mouvement maoïste créé après Mai 68, par Tiennot Grumbach et Roland Castro et leur journal Tout!.
Le centre universitaire de Vincennes devient très vite le principal bastion de la GP dans le sillage de l'occupation et des affrontements du 23 janvier avec les policiers. Courant février, un « Comité de base pour l'abolition du salariat et la destruction de l'Université » voit le jour, dirigé, par Jean-Marc Salmon, Jean-Claude Dollé et André Glucksmann et qui déborde sur sa gauche les fondateurs de la GP.

## Spontanéisme et ouvriérisme

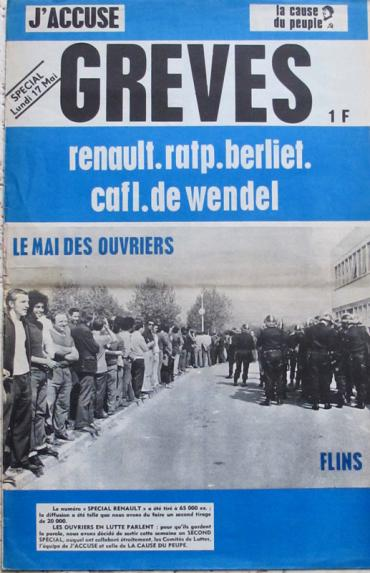
Le journal La Cause du Peuple - J'Accuse édité par la Gauche prolétarienne, 17 mai 1971.

Voyant dans la révolte étudiante de Mai et ses connexions avec les mouvements ouvriers critiques opposés à la CGT et au PCF un signe avant-coureur de la révolution à venir, les marxistes-léninistes développent d'abord, conformément à l'enseignement de Vladimir Ilitch Lénine, un travail de fraction au sein des grandes centrales ouvrières. Cette politique est un échec et oblige ceux qui vont fonder la Gauche prolétarienne à élaborer une nouvelle analyse politique. À partir de 1969-1970, les « gépistes » développent un point de vue « spontanéiste » : ils appellent à dépasser les organisations ouvrières — qualifiées de « révisionnistes » — pour construire un « authentique » parti communiste ouvrier à partir des luttes des peuples, d'où le caractère spontanéiste, ce parti étant censé apparaître « spontanément » pendant les actions. De fait, à cette époque, les militants de la GP interviennent dans de nombreux mouvements sociaux en France (grève des Nouvelles-Galeries de Thionville, 17 avril-26 juin 1972), tribunaux « populaires » à Lens, luttes des OS à Flins, mouvement des travailleurs arabes, etc.), interprétés comme autant de signes avant-coureurs de la révolution imminente.
Selon Serge July, l'un des fondateurs : « C’était un mouvement étrange, hybride, une organisation que je définirais comme « stalino-libertaire », c’est dire le côté bizarre. En fait, la GP était un groupe d’agitateurs, la formule « maos spontex » nous allait très bien, à la fois autoritaire et libertaire, qui entendait soutenir toutes les révoltes des plus exploités, des plus marginaux, des mal-logés, des OS en révolte, des immigrés. Limite populistes. »
Pour le sociologue Gérard Mauger, « le spontanéisme des « maos » de la « Gauche prolétarienne », issue de la conversion des marxistes-lénistes althussériens, mettait en cause ceux qui prétendaient parler au nom de la science (marxiste) et récusait, de façon générale, les porte-parole. ».
Reprenant une pratique initiée par l'UJCML, la GP généralise le mouvement des « établis » : il s'agit d'envoyer les militants, pour la plupart issus du milieu étudiant, travailler comme ouvriers non qualifiés dans les usines afin de « dépasser » les préjugés censés être inhérents à leur condition d'« intellectuels petits-bourgeois » et de propager l'idée d'une révolution. Dans le milieu ouvrier, son discours trouve surtout un écho auprès d'ouvriers spécialisés peu qualifiés, notamment étrangers ou issus de l'immigration, souvent délaissés par les grandes centrales ouvrières de l'époque.

## Personnalités marquantes
La GP a été dirigée par Benny Lévy (alias Pierre Victor) et Alain Geismar. Parmi ses militants, certains sont devenus célèbres pour leurs activités universitaires, littéraires ou politiques après la fin de l'organisation : Serge July, Olivier Rolin, Frédéric H. Fajardie, Gérard Miller, Jean-Claude Milner, Marin Karmitz, André Glucksmann, Gilles Susong, Christian Jambet, Guy Lardreau, Daniel Rondeau, Olivier Roy, Judith Miller, Dominique Grange, Gilles Millet, Robert Linhart, etc.

## Rapport aux intellectuels, aux médias et au terrorisme

### Rapport aux intellectuels

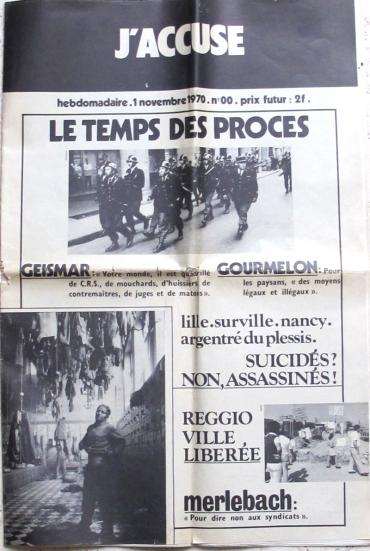
Premier numéro de J'Accuse après les saisies de La Cause du peuple, 1er novembre 1970.

La GP, du fait du recrutement de ses membres fondateurs, oscille entre une grande « intellectualité » par ses liens, par exemple, avec Althusser, Sartre, Foucault, son grand intérêt pour Lacan), son mépris des intellectuels (aspect « populiste de gauche » dans le rapport aux ouvriers notamment), et une certaine fascination pour le discours violent. C'est aussi ces trajectoires sociales qui expliquent, en partie, l'hésitation sur la forme entre une organisation de type léniniste (parti clandestin limité à quelques membres, largement autocratique) et une organisation très libertaire de la politique :

« (…) la zone de convergence entre l’esprit libertaire et la GP est ce que nous définissons alors comme l’anti-autoritarisme, la lutte contre l'autorité que ce soit dans les lycées, les entreprises… Un des éléments fondamentaux de l'époque de Mai 68 est l'effondrement de l’autorité dans tous les domaines, le soulèvement contre l'autorité. »

Ce point de vue apparaît notamment dans le journal de la GP, La Cause du peuple.

### Rapport aux médias
La presse populaire, qui pour une grande part appartenait au groupe Amaury, dénonçait systématiquement les campagnes d’action des casseurs de la Gauche prolétarienne, mais, ce faisant, jouait le rôle de caisse de résonance. Par effet miroir, ce suivisme médiatique donnait souvent l’envie d’en rajouter. C’est un phénomène qu’on a retrouvé en Allemagne où la presse Springer, pour vendre du papier, a souvent servi l’action violente, d’une façon qu'un ex-militant a ensuite qualifiée d’opportuniste et hypocrite.
Le Nouvel Observateur parlait fréquemment des actions des maoïstes mais était loin de leur être favorable
et même les critiquait parfois avec véhémence tandis que Le Monde, dans sa rubrique « Agitation », relatait l’événement, souvent sans émettre de jugement.

### Rapport au terrorisme et à l'action violente
Le numéro spécial des Temps modernes du printemps 1972, titré « Nouveau fascisme, nouvelle démocratie », rédigé en partie par André Glucksmann eut un très fort retentissement dans les mouvances émergentes de la Fraction armée rouge allemande et des Brigades rouges italiennes, comme certains de leurs membres déclarèrent par la suite.
En Italie, les Brigades rouges, qui, à leur début, étaient des groupes très petits, sans résonance nationale, centrés sur quelques entreprises comme Siemens à Milan, ont bénéficié du soutien de la revue Contro Informazione de Toni Negri. L’idée des fondateurs de cette revue était de désigner les failles du système, de faire des « enquêtes complètes », de donner des informations factuelles et de faire déboucher ce « travail d’investigation » sur des « sanctions » très violentes, par exemple, les coups de feu tirés dans les jambes de responsables économiques dénoncés comme des fascistes, souvent sans preuve solide.
Face à la prétendue « fascisation » de l'appareil d'État, la GP appelle à une « résistance populaire » mené par des « nouveaux partisans » et multiplie sabotages d'entreprises et incendies de bâtiments patronaux, attaques de commissariats, etc. De sa fondation en octobre 1968 à sa dissolution à l'été 1970, le ministère de l'intérieur lui attribuera 82 attentats (sans menace pour la vie humaine). Ces attentats causent une répression policière : des centaines de militants sont dans la clandestinité, en prison (200 militants) ou en fuite à l'étranger, notamment en Belgique et en Italie. Alain Geismar est condamné à 18 mois de prison.

## La mort de Pierre Overney à Renault de Billancourt
Le militant ouvrier Pierre Overney fait la une de l'actualité lorsqu'il est tué, le 25 février 1972, par Jean-Antoine Tramoni, vigile de Renault au cours d'une action de la GP devant l'usine Renault de Boulogne-Billancourt, considéré par la GP comme une « forteresse ouvrière » qu'il fallait prendre à la CGT et au Parti communiste pour en faire la tête de pont d'une implantation durable dans la « classe ouvrière ».
Cette mort est précédée les mois précédents d'une série d'agressions physiques contre des agents de maitrise de l'entreprise dont l'une à coup de chaîne de vélo, racontée dans La Cause du peuple, no 33, daté 8 janvier 1971. L'article est titré « Les Groupes ouvriers anti-flics à l'action » à Renault-Billancourt et vante l'action des ouvriers contre un chef d'équipe, qui ont « multiplié les affichettes, salopé son bureau, crevé les pneus de son vélo », tandis que des ouvriers ont « cassé la gueule » d'un autre et qu'un troisième chef d'équipe a été frappé à coups de chaîne de vélo, à 6 h 30 du matin, devant la porte de l'usine, avec jet d'un tract signé par « le groupe ouvrier antiflic », revendiquant l'agression avec le soutien de la GP. Ce cadre est hospitalisé pendant plusieurs semaines. La semaine suivante, la GP présente un nouveau journal, J'accuse, dirigé officiellement par Liliane Siegel, amie de Jean-Paul Sartre, et dont les responsables sont Robert Linhart, André Glucksman et Christian Jambet, bientôt remplacé par la compagne de Glucksmann. Le premier numéro est daté 15 janvier 1971 et il n'y en aura que cinq.
Le 22 janvier 1971 une grève chez Renault de Billancourt proteste contre le licenciement de deux des chefs d'équipe alors qu'un tract de la GP « glorifiait la casse ». Deux jours après, la CGT lance à son tour une grève et rejoint même le mot d'ordre de « réintégration des 2 licenciés » maoïstes, mais « pour essayer d'attirer les travailleurs » et « faire croire que c'était un défilé syndical », selon la GP.
Entre temps, Jean-Paul Sartre démissionne de la direction du Secours rouge en mars 1971 , tandis qu'en avril un groupe de femmes quittent Vive la Révolution - l'autre groupe de jeunes maoïstes - en dénonçant une culture machiste et violente, pour se rallier au Mouvement de libération des femmes (MLF). Toujours en avril 71, le journal de la GP dénonce, chez Renault-Billancourt, la CGT et la CFDT qui appellent « à une grève-bidon de deux heures avec manifestation pour la retraite à 60 ans et les 40 heures » et le 10 mai 1971, le premier numéro de la fusion J'Accuse-La Cause du peuple titre à nouveau sur Renault-Billancourt, reprenant un slogan maoïste : « Renault, une étincelle peut mettre le feu à toute la plaine ». Le 29 juin 1971, J'Accuse-La Cause du peuple titre : « Comité de lutte de Renault, Dreyfus vient faire les cadences », interpellant le patron de l'entreprise Pierre Dreyfus. À l'usine proche de Citroën-Balard, trois militants GP de Renault venus tracter sont « attaqués par le syndicat indépendant de Citroën », puis « constituent une milice » pour « rentrer dans l'usine pour casser la gueule aux indépendants » en juillet 71, ce qui est censé avoir un grand écho dans les usines fascistes, comme Simca-Poissy, Citroën-Metz et Citroën-Clichy.
À l'automne 1971, un long article de J'Accuse-La Cause du peuple raconte la saga depuis le début, en la glorifiant. Le journal évoque les mots d'ordre : « Renault ne sera pas Citroën », « Créons partout des Groupes ouvriers anti-flics » contre les agents de maîtrise. Les incidents se multiplient à Renault-Billancourt. Un militant, licencié pour avoir refusé de donner un justificatif médical à une absence de plusieurs jours, donne un coup de poing au chef du département, ce qui est salué par un tract « tu en as reçu dans la gueule, la prochaine fois, on fera plus ! ». La direction de la Régie s'alarme et demande à la police d'assurer la protection de ses cadres dont l'un reçoit un pot de peinture de cinq kilos sur la tête. La CGT dénonce les provocateurs gauchistes, puis une brochure des maos déclare que leurs militants « se sont battus plusieurs fois contre la police syndicale ». Fin janvier 1972, un commando saccage le bureau d'un agent de maîtrise: Renault licencie deux militants de la GP, ce qui déclenche une grève de la faim le 29 janvier avec l'aide de Jean-Pierre Le Dantec, puis les affrontements où Pierre Overney trouve la mort en février.
L'affaire Pierre Overney sera suivie, quelques jours après, de l'enlèvement d'un cadre de Renault qui sera unilatéralement libéré deux jours plus tard, par la Nouvelle résistance populaire (NRP), l'organe de choc de la GP, dirigée par Olivier Rolin. Selon d'anciens dirigeants de la GP, elle aurait marqué un tournant les poussant à ne plus suivre cette voie violente,. Mais selon l'enquête de l'écrivain Morgan Sportes en 2008, les violences ont continué, en particulier contre le jeune militant Nicolas Boulte, qui sera à son tour tabassé, pour avoir critiqué les méthodes de la GP chez Renault après avoir dénoncé les nombreuses dérives de la GP chez Renault et se suicidera en 1975 après avoir écrit une lettre au journal Le Monde.

## L'affaire de Bruay en Artois
Par ailleurs, deux mois après l'affaire Pierre Overney, le journal de la GP, La Cause du peuple est sévèrement critiqué par Jean-Paul Sartre qui l'avait jusque-là soutenu. Après le numéro du 1er mai 1972 de La Cause du peuple sur l'affaire de Bruay-en-Artois, Sartre reproche aux jeunes militants son contenu et l'appel au lynchage d'un innocent.
André Glucksmann est alors un des dirigeants du mouvement de la GP tandis que Benny Lévy et Robert Linhart, leaders historiques, sont sur le déclin et qu'Alain Geismar est emprisonné.

## L'attentat de Munich en septembre 1972
Lors de la prise d'otages des Jeux olympiques de Munich, effectuée quelques mois plus tard par un commando palestinien, la GP exprime des réserves, comme le rappellera la veuve de Benny Lévy, tout en réaffirmant sa solidarité avec la lutte palestinienne, y compris par des meetings et une manifestation pour protester contre les excès de l'opération de représailles très dure décidée juste après la prise d'otage de Munich.
Jusque-là, La Cause du Peuple-J'accuse martelait : « Nous sommes tous des fedayins », le terme utilisé par les terroristes pour se dénommer.
Mais un mois après l'attentat, dans un grand article du journal de la GP J'accuse-La Cause du Peuple, codirigé par Robert Linhart, André Glucksmann et Françoise Renberg, daté du 15 octobre 1972, Jean-Paul Sartre déclare que « dans cette guerre, la seule arme dont disposent les Palestiens est le terrorisme, c'est une arme terrible mais les opprimés pauvres n'en ont pas d'autres (...) le principe du terrorisme est de tuer »,, ce qui restera comme un dérapage souligné dans sa biographie, d'autant que sa position était différente en 1967 lors de la guerre des Six Jours, dans le numéro de sa revue Les Temps modernes publié à cette période.
Les intellectuels engagés égyptiens Adel Rifaat (frère de Benny Levy) et Bahgat Elnadi se diront des années plus tard fiers d'avoir convaincu Benny Lévy, leader de la GP, de ne pas céder, finalement, à la tentation terroriste. Le résultat de « nuits entières de discussions passionnées et sans concessions », racontent-ils. Benny Lévy deviendra plusieurs années plus tard un juif orthodoxe.

## Les manifestations violentes du début 1973
L'année 1973 commence par une manifestation contre la venue de Golda Meir le 13 janvier à Paris, pour protester contre l'assassinat par le Mossad de Mahmoud Hamchari, représentant de l’Organisation de libération de la Palestine (OLP) en France, dans le cadre de l'opération de représailles décidée juste après la prise d'otage de Munich, même si la victime n'avait pas participé à cette prise d'otage. Un meeting a lieu dans une salle du théâtre Marcadet le 11 janvier 1973. Le philosophe Gilbert Mury y participe, comme Alain Geismar, des Palestiniens et Jacques Jurquet pour La Cause du peuple, qui assure un service d'ordre assez musclé. Le 13 janvier la manifestation au Quartier latin est violente, les CRS chargèrent brutalement. Le même jour, 26 tracteurs partis du Larzac, arrivent à Paris après six étapes, pour une grande manifestation de la Lutte du Larzac. Bloquée à Orléans par les CRS, la marche des « 26 du Larzac » est soutenue par Bernard Lambert, ex-député MRP, du courant Paysans-Travailleurs, qui lui a trouvé de nouveaux tracteurs prêtés par des paysans d'Orléans afin qu'elle puisse arriver à son terme.

## L'affaire Denis Mercier
Le décès accidentel et inexpliqué de Denis Mercier en 1973, mis sous surveillance depuis fin 1969 par la DST,, a coïncidé avec la fin de la Gauche prolétarienne, alors qu'il était un des plus proches conseillers de Benny Lévy. Le 11 juin 1968, après deux semaines de grève et d’occupation, Denis Mercier, 26 ans, ouvrier de l’usine Peugeot à Sochaux, avait été emprisonné. N’appartenant à aucun syndicat ou parti politique, il est suivi par la police. Lorsqu’il sort de prison, il n’a plus de travail. Il sera choisi par Gaston Bouhé Lahorgue, directeur du bureau dijonnais de la DST, installé dans hôtel particulier de la rue de Chevreul, et un de ses meilleurs éléments chargé d'infiltrer la Gauche Prolétarienne, Dominique Defendi, recruté en 1969. Il multiplie les contacts, étudie les profils. En novembre 1969, la fiche de police de Denis Mercier échoue sur son bureau. Dominique Defendi l'approche chez lui à Bethoncourt, plusieurs fois, en se faisant passer pour un journaliste enquêtant sur les évènements de Mai 68. Il le paie de plus en plus, le fait réembaucher aux usines Peugeot avec sa femme puis lui donne des instructions et récolte des informations, par des rencontres dans les sous-bois, tôt le matin et tard le soir. Denis Mercier fait partie, le 13 juin 1970, des six militants maoïstes écroués à la prison de la Santé à Paris, après avoir diffusé des exemplaires de La Cause du peuple. Il devient ensuite l’un des principaux conseillers de Benny Levy. Dominique Defendi découvre alors que le ministre de l'intérieur, Raymond Marcellin, donne l’ordre à la DST d'organiser des attentats, avant les élections municipales de mars 1971, afin d'orienter les votes en faveur de la majorité,. Selon Dominique Defendi, le ministre lui aurait ainsi déclaré : « Il faut que les Français votent du bon côté [...] s'il y a quelques attentats, ça va les inquiéter et ils vont voter à droite ».
En octobre 1970, la DST ordonne alors à Denis Mercier de préparer un attentat. Denis Mercier fait ainsi partie des 4 jeunes maoïstes arrêtés à proximité des usines Peugeot de Montbéliard le 25 octobre 1970 avec une bombe incendiaire, dans le but de mettre le feu à un camion chargé de voitures neuves. L'attentat était prévu pour le 28 octobre 1970 mais ce dernier est déjoué par les Renseignements généraux (RG), qui n'avaient pas eu connaissance de l'opération menée par la DST, ni du fait que Denis Mercier était un informateur,.
Le 11 décembre le tribunal correctionnel de Montbeliard condamne Jean-Claude Roumestan, Dominique Fourré et Denis Mercier à six mois de prison ferme et Jean-Pierre Ferrand à quatre mois, mais ils retrouvent la liberté en janvier 1971. La DST les a fait sortir de prison, contre l'avis du juge, grâce à des échanges interministériels. Malgré son imprudence, Denis Mercier va immédiatement monter à Paris, côtoyer les têtes pensantes de la GP, Benny Lévy, Alain Geismar, Olivier Rolin, et Serge July. Sa réputation de "tueur de flic" à Sochaux, même si elle repose sur une rumeur, fait "briller les yeux des jeunes militants de la GP". Defendi sent son agent adhérer aux thèses maoïstes, ou en tout cas être tiraillé, le départ de sa femme et l'affaiblisement de la GP en 1973 n’arrangeant rien. Au bout du compte, "il ment à tous, à ses proches, aux flics, aux maos". Mercier comprend qu’il est en train de tout perdre, la GP, la DST', et ne pourra retravailler à l'usine, d'autant que Dominique Defendi démissionne des services secrets courant 73, pour devenir assureur, en laissant une note à sa hiérarchie en demandant de "surveiller Mercier de près" car il "risque de devenir dangereux et imprévisible". Quatre mois après, Denis Mercier percute en voiture un platane sur une route de campagne enneigée. Plus tard, le fils de Dominique Defendi tombe sur "Tigre en papier", le livre d'Olivier Rolin qui parle d’un « Juju », ouvrier chez Peugeot et « tueur de flics de l’est ». Peu après, son père confirme au fils qu’il s’agit bien de « son » agent infiltré. Le père noircit cinq grands cahiers. Son fils se documente et rencontre d’anciens contacts de son père puis écrit le livre L’Arme à gauche, qui révèle l'affaire en 2008. Le livre narre en particulier une conversation téléphonique entre l’un des chefs de la DST à Dijon et Raymond Marcellin, le ministre, qui donne des ordres pour fomenter des troubles avant les municipales de mars 1971 ou la volonté de gagner à tout prix les législatives de mars 1973. "Nous avons ainsi poussé Denis Mercier à préparer un attentat à Montbéliard contre un garage Peugeot, en octobre 1970. Mais la police a pu déjouer l’attentat", a raconté Dominique Defendi dans Mediapart. « Jusqu’aux élections de mars 1971, nous avons continué notre travail en organisant quelques violences », a aussi raconté Dominique Defendi dans Mediapart. Le livre évoque aussi la tentative d’assassinat contre Paul Touvier, responsable de la milice sous Vichy. « À partir des informations de Mercier, nous avions appris que la GP envisageait de le descendre. Paul Touvier a eu très chaud », y mentionne Dominique Defendi.
D'autres militants de la GP seront accusés d'avoir travaillé pour la police, comme "Patrick" et "Jacky" qui avaient reconnu être coupables de l’attentat d’Hénin-Liétard dans la nuit du 16 février 1970, mais subi seulement une condamnation symbolique, la cour les faisant bénéficier d’une exemption de peine en reconnaissant qu’ils avaient renseigné les services de police, ou Joseph Tournel, ex-mineur de fond résidant à Bruay-en-Artois, qui est mis en scène dans Maos, roman de Morgan Sportès, sous le nom de "Uncle Jo" puis dans le suivant, Ils ont tué Pierre Overney, qui se situe à la même époque et dans le même milieu, la GP étant cette fois-ci infiltrée par les Renseignements généraux. Ce que voulaient les RG et la DST, c'était introduire leurs indics jusqu'à la direction, racontera dans son livre Claire Brière-Blanchet, militante GP établie en usine. D'autres sources avaient confirmé l'infiltration de la GP, au plus haut niveau, via Joseph Tournel, en particulier lors de la parution en 2006 du livre de Frédéric Laurent, ancien journaliste à Libération, issu du militantisme gauchiste post-68, et qui avait été le principal collaborateur de François de Grossouvre lorsque celui-ci est venu, en mai 1981, s'installer à la présidence de la République.
Tournel et Théret ont-ils joué aussi un rôle de premier plan ? Il n'existe pas d'autres preuves de leur travail régulier pour les services de renseignements. Comme Joseph Tournel, André Théret, autre ancien mineur du Bruaysis, était membre du comité exécutif de la GP. Le premier a témoigné dès le 27 mai 1970 lors du procès Le Dantec - Le Bris, devant la chambre correctionnelle de Paris, alors qu'il habite dans la même ville qu'un cadre de la GP, François Ewald, professeur de philosophie au lycée de Bruay, au moment où la GP s'investit dans la région, ses responsables locaux étant très connus des services de police depuis les attentats contre les houillères ou les chantiers de Dunkerque. Tournel reçoit chez lui Jean-Paul Sartre lors de la préparation du Tribunal populaire de Lens en 1970. La GP est alors vulnérable aux intoxications par des informations obtenues auprès de la police judiciaire  de Lille, qui suit l'affaire, mais surtout aux surenchères de ses jeunes militants.

## La manifestation violente du 21 juin 1973 lors d'un meeting d'Ordre Nouveau
Selon l'historien Jean-Luc Einaudi, qui supervisait à l'époque l’action des cellules et sections du PCMLF en région parisienne, le rôle des deux groupes « maoïstes » a parfois été sous-estimé dans l'émeute du 21 juin 1973 contre le meeting à la Mutualité à Paris du mouvement d'extrême droite Ordre nouveau, le gouvernement souhaitant alors surtout interdire la Ligue communiste après le succès des manifestations lycéennes de mars 1973, la création de comité de soldats. Soumis à une pluie de centaines de cocktails Molotov, cinq cars de police ont été endommagés par les assaillants, avec 76 policiers  blessés, dont 16  hospitalisés dans un état grave, et 9 sérieusement brûlés.
D'après Jean-Luc Einaudi, les militants et sympathisants du PCMLF ont tous été mobilisés, ainsi que ceux de la Gauche prolétarienne, qui se sont chargés « plus particulièrement » de la fabrication et de l’utilisation de cocktails Molotov", l'arme qui a causé l'essentiel des dégâts chez les gardiens de la paix, avec plusieurs grands brûlés handicapés à vie. Le journal télévisé de 20 heures, le lendemain, a montré des images de la puissance exceptionnelle de ces  cocktails Molotov, d'un genre nouveau, lancés par des groupes casqués passant par les trottoirs, comme lors des affrontements des 8 et 9 mars 1971 contre la police lors d'un précédent meeting d'Ordre nouveau. Les commandants d'unités policières présents sur le terrain le 21 juin 1973 attendaient au maximum 300 manifestants pacifiques, pas un millier, casqués et armés, avec des cocktails Molotov d'une formule plus dangereuse.
Dans les jours qui ont suivi, de nombreux témoignages ont été publiés sur l'inaction du commandement policier. Régis Debray, estimera à l'époque dans Politique Hebdo que la provocation policière était transparente « pour un enfant de huit ans». Selon les syndicats de policiers, le chef d'une station de métro proche de la Mutualité avait téléphoné trois fois à la préfecture entre 19 heures et 19 heures 20 pour signaler plus de cent personnes distribuant  des engins incendiaires sur les quais, mais personne n'a réagi dans la salle de commandement et les messages radio aux unités ont systématiquement minimisé les chiffres reçus des observateurs en civil. La colère des policiers de base va alors monter dans les jours qui suivent. Dans l'après-midi du 25 juin, dans plusieurs commissariats, des policiers anonymes du 5e groupe de compagnies de district, particulièrement exposé le 21 juin, distribuent des tracts appelant à la grève et le  26 juin, ils refusent de monter dans les cars les menant à l'entrainement, tandis qu'à 8 heures 30, sur la fréquence de la police, un message pirate affirme que le policier de Cochin « va subir l'ablation des yeux » et demande de cesser le travail immédiatement. Un autre message annonce à tort la mort d'un des grands brûlés.
Le jeudi 28 juin, l'hebdomadaire Minute accuse Alain Krivine mais aussi Alain Geismar, toujours leader de la Gauche prolétarienne et présent aux réunions de préparation de la manifestation, puis à une réunion au siège du PSU lorsqu'il faut éviter les sanctions après le dérapage. Le ministre de l'Intérieur Marcellin demande l'interdiction de deux organisations gauchistes mais n'en obtient qu'une, celle de la Ligue communiste, qui a mis en accusation sévèrement le gouvernement dans l'émission de télévision À armes égales, présentée par Alain Duhamel, six mois plus tôt. Son dirigeant Alain Krivine avait brandi devant son interlocuteur le ministre Bernard Stasi une longue liste prouvant selon lui que le gouvernement faisait ficher des centaines de syndicalistes, journalistes et militants de partis politiques traditionnels. L'émission avait été diffusée à deux mois des élections législatives de 1973 où la droite a reculé et pour sa première émission de débat télévisée, Alain Krivine  avait créé la surprise par un ton différent des meetings, en se préparant avec Coline Serreau et Costa Gavras. Raymond Marcellin dénonce alors les professeurs qui ont aidé à fabriquer les cocktails dans des grands établissements, parmi lesquels l'École normale supérieure.
Deux réunions des organisations d’extrême gauche avaient servi à préparer la manifestation contre le meeting d'Ordre nouveau. La première se déroule à l’imprimerie de la Ligue communiste, représentée par Michel Recanati. La Cause du peuple, journal de la Gauche prolétarienne est représenté par Alain Geismar, leader de la Gauche prolétarienne, le PCMLF par Jean-Luc Einaudi. "Ligne rouge" (groupe marxiste-léniniste) et l’Alliance marxiste révolutionnaire de Nicolas Baby sont aussi présents. Chaque organisation doit mobiliser son propre service d’ordre et ses militants et se charger de les équiper en vue d'un éventuel affrontement.
Michel Recanati qui a fait l'objet le 9 juillet d'un mandat d'arrêt pour infraction à la "loi anti-casseurs", s'est présente spontanément le 17 septembre avec son avocat Yves Jouffa au cabinet du juge d'instruction, devant lequel il a déclaré aux journalistes quel a été son « rôle exact »: il a été « chargé par le bureau politique de la Ligue de prendre des contacts unitaires avec les autres formations politiques intéressées en vue d'obtenir l'interdiction du meeting d'Ordre nouveau ». Il souligne que « l'objectif essentiel était l'interdiction de ce meeting et non des affrontements ». Écroué après trois heures trente d'audition, il est libéré un mois après et bénéficiera d'un non-lieu de la Justice en 1974.
De son côté, Jean-Luc Einaudi, par des entretiens par courriel avec le professeur Christian Beuvain, rapportés par la revue Dissidences et repris dans le livre  de l'ancien dirigeant du PCMLF, Jacques Jurquet, a détaillé, en tant que témoin oculaire, le rôle des militants parisiens du PCMLF lors de cette manifestation. Il sera élu peu après secrétaire général de l'organisation de jeunesse du PCMLF.
Deux mois avant la manifestation, en avril 1973, Jean-Luc Einaudi avait publié sous pseudonyme de "André Colère", une brochure intitulée «la fascisation en France », (supplément au no 186 de L'Humanité rouge), dans laquelle il écrit notamment : "Partout où le fascisme se manifeste, la riposte de masse doit venir, en n’oubliant pas que le danger vient de l’État, que c’est lui qu’il faut frapper". Une seconde édition de cette brochure paraîtra à la mi-août 1973 (supplément au no 198 de L’Humanité rouge), avec une postface tirant les leçons de la manifestation du 21 juin 1973 contre le meeting du groupe d’extrême droite Ordre nouveau.
Selon Daniel Bensaïd, qui a défendu avant et après le principe de cette manifestation, et dénoncé dans Rouge du 13 juillet 1973, ceux qui estiment avoir eu "raison d’être absents"la manifestation du 20 janvier 1973 "fut presque aussi violente" que celle du 21 juin 1973. Deux mois après les violences du 21 juin 1973, il entreprend un voyage en Argentine, à l’automne 1973, tandis que plusieurs membres de la Commission très spéciale (CTS), chargés de la manifestation, comme Romain Goupil, invoquent le coup d'État au Chili du 11 septembre 1973 pour cesser de militer.

## L'autodissolution en novembre 1973
En 1973, l'expérience autogestionnaire de Lip, dans laquelle la CFDT joue un rôle central, voit la GP marginalisée et sa direction de plus en plus en cause, jusqu'à finalement décider de se dissoudre le 1er novembre 1973, non sans s'inquiéter sur d'éventuels dérapages de membres qui refuseraient cette dissolution.
Selon l'enquête de l'écrivain Morgan Sportès en 2008, cette décision n'était pas vraiment un choix, la GP étant alors entièrement infiltrée par des indicateurs de la police. Certains militants continuèrent et organisèrent un soir l’incendie de plusieurs dizaines de panneaux Decaux ou arrêtèrent la projection du film Raid sur Entebbe, dont la version longue était sortie le 9 janvier 1977 au cinéma, simultanément dans quatre grandes salles de cinémas en découpant l’écran au cutter, thèse confirmée par David Defendi dans son livre L'Arme à Gauche édité quelques jours après la même année. D'autres organisent l’assassinat, en 1977, de Jean-Antoine Tramoni, vigile aux usines Renault et meurtrier de Pierre Overney cinq ans plus tôt.

## Postérité
Quelques militants continuent la GP quelques années encore, évoluant par exemple vers le mouvement autonome. L'expérience de La Cause du peuple donne naissance, entre autres, au journal Libération.
En 1974, une partie de la base de la Gauche prolétarienne refuse l'auto-dissolution prononcée par la direction de l'organisation. Certains militants vont donc continuer à publier La Cause du peuple jusqu'en 1976[réf. nécessaire]. Deux autres groupes apparaissent à la même époque dans le sillage de l'auto-dissolution : les Brigades internationales (BI) et Vaincre et vivre. En 1977, les derniers militants de La Cause du peuple créent le collectif Offensive et autonomie[réf. nécessaire]. Par ailleurs, des militants de la Gauche prolétarienne rejoindront l'Organisation communiste marxiste-léniniste – Voie prolétarienne, ou, à partir des années 2000, le Parti communiste maoïste de France (PCmF) puis le Parti communiste maoïste (PCm).
Le suicide de certains de ses militants, comme Nicolas Boulte en 1975, accélérera aussi la fin de ce mouvement[réf. nécessaire].
La victoire de la gauche le 10 mai 1981 accélérera définitivement la dissolution de ce mouvement.
Pour finir, en 1986, Guy Hocquenghem dénoncera également dans sa Lettre ouverte à ceux qui sont passés du col Mao au Rotary cette trahison de ses anciens camarades militants dont Serge July et Bernard Henri-Lévy de ce mouvement ainsi que leur ralliement au profit du néolibéralisme incarné par François Mitterrand à la suite des orientations prises par celui-ci sur le Tournant de la rigueur de mars 1983,,.

## Polémiques
Après Mai 68, Nicolas Boulte rejoint la Gauche prolétarienne et « s'établit » comme ouvrier chez Renault à l'usine de Boulogne-Billancourt,. Il est alors actif dans une structure créée par la GP dans l'usine, le Comité de lutte Renault.
Très critique par rapport aux pratiques de ce comité, il rédige, sous le pseudonyme de Baruch Zorobabel, au printemps 1972, une Tentative de bilan du Comité de lutte Renault qui est publiée en octobre par la revue conseilliste Informations et correspondances ouvrières,,.
Dans ce mémoire, l'auteur analyse une « idéologie de l'activisme coupée de la réalité quotidienne » : par manque d'implantation réelle chez les ouvriers, les maos sont contraints pour exister à mettre en œuvre une stratégie « militariste » de surenchère permanente dans l'affrontement avec les agents de maitrise aux portes de l'usine. C'est, d'après l'auteur, ce type d'action qui est à l'origine du meurtre de Pierre Overney, le 25 février 1972, par un vigile de Renault.
En 2008, Morgan Sportès reprend cette trame dans son livre Ils ont tué Pierre Overney.

## Publications
En plus du journal La Cause du peuple, la Gauche prolétarienne publie un organe théorique : Les Cahiers de la Gauche prolétarienne.
- De la révolution antiautoritaire à la révolution prolétarienne, no 1, 22 mars 1969.

#### Essais historiques et journalistiques
- Christophe Bourseiller, Les maoïstes : la folle histoire des gardes rouges français, Plon, 1996.
- Christophe Bourseiller, Les maoïstes : la folle histoire des gardes rouges français, Éditions du Seuil, coll. « Points », 2008.